# Dasophrys nigroflavipes
Dasophrys nigroflavipes är en tvåvingeart som först beskrevs av Hobby 1933.  Dasophrys nigroflavipes ingår i släktet Dasophrys och familjen rovflugor. Inga underarter finns listade i Catalogue of Life.